# Gordon Waller
Gordon Trueman Riviere Waller (4 de junio de 1945 – 17 de julio de 2009) fue un cantante, guitarrista y compositor británico, conocido por ser integrante del dúo Peter and Gordon, que alcanzaron el éxito durante la década de 1960 con temas como "A World Without Love".

## Biografía
Waller nació en Braemar, Aberdeenshire, Escocia, hijo de un prominente cirujano. Posteriormente la familia se trasladó a Middlesex, donde vivió hasta que consiguió hasta ser admitido en la Westminster School en Londres. Allí conoció a Peter Asher, también hijo de doctor, y juntos formaron el dúo Peter and Gordon. Asher contó en una entrevista en 2006 que "sus voces eran muy diferentes pero que intentaron cantar juntos de forma experimental y descubrieron que podían lograr una armonía muy bonita."
Asher es el hermano mayor de la actriz Jane Asher, quien a mediados de los años 60 era novia de Paul McCartney. A través de este contacto, él y Waller pudieron interpretar canciones inéditas de Lennon–McCartney y de esta forma lograron el éxito comercial con el tema, "A World Without Love" (1964).
Peter and Gordon se separaron en 1968. Tras ello, Waller intentó con escaso éxito continuar su carrera en solitario. Publicó un disco, and Gordon, usando como acompañamiento a una banda neoyorkina llamada White Cloud, con Teddy Wender en los teclados. En 1971, tuvo un papel en el musical Yosef y su Sorprendente Manto de Sueños en Tecnicolor como Pharaoh, interviniendo también en el álbum homónimo. Waller intervino en la primera representación de la obra en el Edinburgh Fringe, y posteriormente repitió el papel en el Albery Theatre en el West End londinense. En 1995, se mudó a Los Ángeles, California, donde fundó la editorial Steel Wallet International. Ltd. con Georgiana Steele con la que contrajo matrimonio en 1998, la pareja se divorció en 2007.
En 2007, Waller publicó el álbum Plays the Beatles, presentando una nueva versión de "Woman", un tema que Paul McCartney escribió bajo el seudónimo de Bernard Webb, y que el dúo Peter and Gordon había publicado con éxito a mediados de los 60. En 2008, publicó un nuevo trabajo, Rebel Rider. El 19 de julio de 2008, Peter and Gordon realizaron una actuación en el Cannery Casino de Las Vegas. Esa noche también actuaron Chad & Jeremy. Ambos dúos interpretaron juntos la última canción del espectáculo, "Bye Bye Love". El 21 de agosto de 2008, volvieron a reunirse para un concierto en Santa Mónica, California, donde fueron acompañados por Joan Baez. El 2 de febrero de 2009 Gordon actuó junto a Asher en el Surf Ballroom como parte del concierto conmemorativo del 50 aniversario del "día que murió la música.
Waller se casó en tres ocasiones. Las dos primeras acabaron en divorcio. Su tercer matrimonio duró hasta su fallecimiento en 2009. Tuvo dos hijas, Phillippa y Natalie, fruto de su primer matrimonio.
Waller residió en la localidad de Fowey, en Cornualles, durante su primer matrimonio, tras su divorcio, su exmujer y sus hijas continuaron residiendo allí. Sus últimos años de vida los pasó en Ledyard, Connecticut. Falleció a consecuencia de un infarto el 17 de julio de 2009, a los 64 años de edad.
El 29 de mayo de 2010, se celebró un concierto homenaje en memoria de Gordon Waller en el que fuera su local favorito en Las Vegas, el Cannery Casino and Hotel, con la presencia de artistas como Peter Asher, Chad and Jeremy, Denny Laine, Terry Sylvester de The Hollies, Ian Whitcomb, John Walker de los Walker Brothers y DJ Fontana.

## Discografía

### Con Peter and Gordon
- In Touch With... (1964)
- Peter and Gordon (1964)
- World Without Love (1964)
- Hurtin' 'n' Lovin' (1965)
- I Don't Want to See You Again (1965)
- I Go to Pieces (1965)
- True Love Ways (1965)
- Best of Peter and Gordon (1966)
- Peter and Gordon	Sing & Play the Hits of Nashville (1966)
- Somewhere (1966)
- Woman (1966)
- In London for Tea (1967)
- Knight in Rusty Armour (1967)
- Lady Godiva (1967)
- Hot Cold & Custard (1968)
- Best of Peter and Gordon (1983)
- Hits of Peter and Gordon (1983)
- Best of Peter and Gordon (1991)
- Ultimate Peter and Gordon (2001)
- Definitive Collection: Knights in Rusty Armour (2003)

### En solitario
- ...and Gordon (1972)
- Joseph and the Amazing Technicolor Dreamcoat (Pharaoh) (1974)[7]
- Plays the Beatles (by Gordon Waller) (2007)
- Rebel Rider (by Gordon Waller) (2008)